# Cung Le
Cung Le (vietnamiul: Lê Cung; Ho Si Minh-város, 1972. május 25.) vietnami születésű amerikai színész, nyugdíjas vegyes harcművész, szansou harcos és kickboxos. Középsúlyúként versenyzett az Ultimate Fighting Championshipben (UFC), ahol 2–2-es rekordot tart a szervezettel. Kickboxban és szansouban a Nemzetközi Kickbox Szövetség korábbi könnyűsúlyú világbajnoka lett, profi kick-box rekordja 17–0 volt, mielőtt a vegyes harcművészetekre áttért. Miután legyőzte Frank Shamrockot, a második Strikeforce középsúlyú bajnoka lett, de nem sokkal később lemondott a címről, hogy tovább folytassa színészi karrierjét. Le a vegyes harcművészetekben talán leginkább a Strikeforce-ban versenyzett, 7–1-es rekordot tart a szervezetnél, mielőtt az megszűnt volna.

## Fiatalkora
Cung Le a Dél-Vietnami Saigonban (ma már Ho Si Minh-város) született. 1975-ben, három nappal a saigoni bukás előtt Cung Le és édesanyja, Anne erősen felfegyverzett helikopterrel hagyták el Vietnamot. Le apja Vietnamban maradt és fogolyként fogva tartották. Néhány hónap múlva Le a Fülöp-szigeteki menekülőtáborból San Joséba (Kalifornia) került, ahol a korai megkülönböztetés és zaklatás inspirálta a harcművészetek megtanulására. Anyja 10 éves korában beíratta Taekwondo tanfolyamra.
Le 14 évesen elkezdett birkozni. Miután Sylvester Stallone Rocky című filmje inspirálta a bokszolásra, Le lediplomázott és megszerezte a San Jose középiskolában az ifjúsági birkózás All-American kitüntetését. 1990-ben birkózott a West Valley College-ban, Saratogában (Kalifornia), és megnyerte a kaliforniai Junior College State bajnokságot, emellett megszerezte a junior főiskolai All-American kitüntetéseket is. Le-t különféle harcművészetekben is képzik, mint például Kuntao és Sambo. 19 éves kora körül kezdett szansou-t (Sanda) és kick-boxolot tanulni, amit sokat köszönhet a Taekwondo és a birkózási tudásának. Le profi kick-box rekordot ért el; 17–0, és háromszoros világbajnok a kickboxban.

## Szansou és kickbox karrierje
Le a pályafutása során veretlen szansou / kickbox harcos (17–0). Három amerikai nyílt harcművészeti bajnokságot nyert (1994, 1995, 1996). 1998-ban megnyerte a Shidokan bajnokságot. Négy amerikai nemzeti bajnokságot is nyert (Orlando, FL, 1994, Dallas, TX, 1995, Baltimore, MD, 1997). Három bronzérmet szerzett amatőr szansou világversenyen, amellyel az összesített amatőrrekordja 18–3 volt. Háromszoros csúcstartó volt azoknak az amerikai csapatoknak, amelyekben versenyezett, valamint 1997-ben (Olaszország) és 1999-ben (Hongkong) az Egyesült Államok csapatkapitánya volt a Wushu Világbajnokságon. 2001. december 15-én egyhangú döntéssel legyőzte Shonie Carter-t a kaliforniai San Joséban, és megnyerje az IKF (Nemzetközi Kickbox Szövetség) Pro könnyűsúlyú Sanda világbajnoki címét. 2003 májusában Le K–1-es versenyeken vett részt, ahol 3–0 karrierrekordot ért el, köztük egy kiütéssel.

## Film és televíziós szerepek
| Év        | Cím                                | Szerep         | Megjegyzés                                                |
| --------- | ---------------------------------- | -------------- | --------------------------------------------------------- |
| 1997      | Sleight of Hand                    | Victor         |                                                           |
| 2001      | Walker, a texasi kopó              | önmaga         | TV sorozat, epizód: "Legends"                             |
| 2004      | Kwoon                              | Mort Ission    | DVD-n                                                     |
| 2006      | Dark Assassin                      | bérgyilkos     |                                                           |
| 2007      | Blizhniy Boy: The Ultimate Fighter | Erik           |                                                           |
| 2009      | Bunyó                              | Dragon Le      |                                                           |
| 2009      | Pandorum                           | Manh           |                                                           |
| 2009      | Testőrök és gyilkosok              | Sa Zhen-Shan   |                                                           |
| 2009      | Tekken                             | Marshall Law   |                                                           |
| 2010      | Igaz legenda                       | Militia Leader |                                                           |
| 2010      | NCIS: Los Angeles                  | önmaga         | TV sorozat, episode: "Hand-to-Hand"                       |
| 2012      | A sárkány szeme                    | Ryan Hong      |                                                           |
| 2012      | A vasöklű férfi                    | bronz oroszlán |                                                           |
| 2013      | A nagymester                       | Tiexieqi       |                                                           |
| 2014      | The Ultimate Fighter: China        | Mentor         | TV sorozat                                                |
| 2014      | Véres igazság                      | John Nguyen    |                                                           |
| 2015–2017 | Into the Badlands                  | Cyan / Abbot 1 | TV sorozat; 4 epizód                                      |
| 2015      | Hawaii Five-0                      | Yakuza tag     | TV-sorozat, epizód: "Pa'a Ka 'ipuka I Ka 'Upena Nananana" |
| 2017      | Bevadulva                          | Boon           | Scott Adkins és Marko Zaror mellett                       |
| 2017      | A biztonsági őr                    | Halálszem      |                                                           |

## Magánélete

Le a vietnam örökségének tiszteletben tartása érdekében Dél-Vietnam színeiben szokott harci egyenruhában megjelenni.

Le-nek két fia van az ex-feleségétől. Második ex-feleségével 2009 augusztusában házasodtak össze. A párnak első közös gyermeke 2010-ben született.
A vietnami közösségeket gyakran Dél-Vietnam zászlójával tisztelik meg harci egyenruhában, hogy megemlékezzenek vietnam örökségére.

## Harci stílus
Cung Le stand-up harcos volt, aki szansou harci tudását arra használta, hogy rengeteg rendhagyó ütéssel és rúgással nyomást gyakoroljon az ellenfelekre. Talán ez leginkább arról szólt, hogy hogyan használta az összefonódó rúgást és z összefonódó ütést, amiket több küzdelem során is használt.